# Chromonephthea egmondi
Chromonephthea egmondi is een zachte koraalsoort uit de familie Nephtheidae. De koraalsoort komt uit het geslacht Chromonephthea. Chromonephthea egmondi werd in 2005 voor het eerst wetenschappelijk beschreven door van Ofwegen. 